# 赵力平
赵力平（1961年4月—），山东梁山人。男，汉族。1984年7月参加工作，1984年6月加入中国共产党。
历任江西省纪委执法监察室副处级纪检员、党风廉政建设室副主任、主任，省委巡视组副组长，上饶市委常委、市纪委书记。2011年10月，任江西省纪委副书记。2015年2月，任江西省纪委副书记，省委组织部常务副部长。2015年4月，任中共江西省委组织部常务副部长（正厅长级）。2016年11月，任中共江西省委常委、宣传部部长。2018年5月，改任省委秘书长。2021年1月，补选为江西省人大常委会副主任。